# Mirosternus acutus
Mirosternus acutus är en skalbaggsart som beskrevs av Blackburn 1885. Mirosternus acutus ingår i släktet Mirosternus och familjen trägnagare. Inga underarter finns listade i Catalogue of Life.